# Collegio dei Gesuiti (Cagliari)
Il Collegio dei Gesuiti è uno storico complesso edilizio del capoluogo sardo situato entro le mura del Castello, tra le vie Santa Croce e Corte d'Appello. L'edificio, a cui è annessa la basilica Mauriziana di Santa Croce, ospita oggi la facoltà di Architettura dell'Università di Cagliari.

## Storia

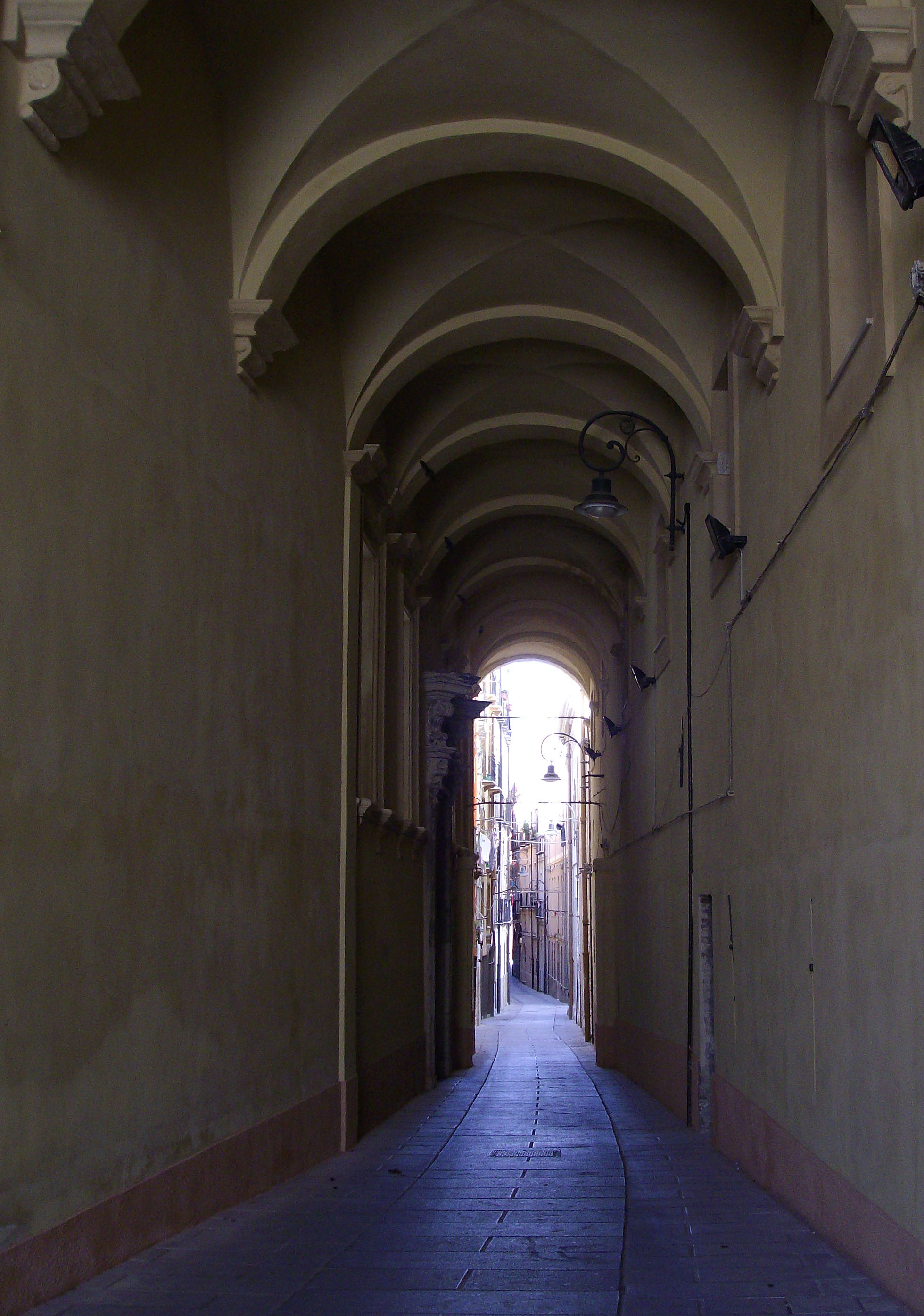
Portico in via Corte d'Appello; unisce la parte più antica del complesso (a destra) all'ala settecentesca

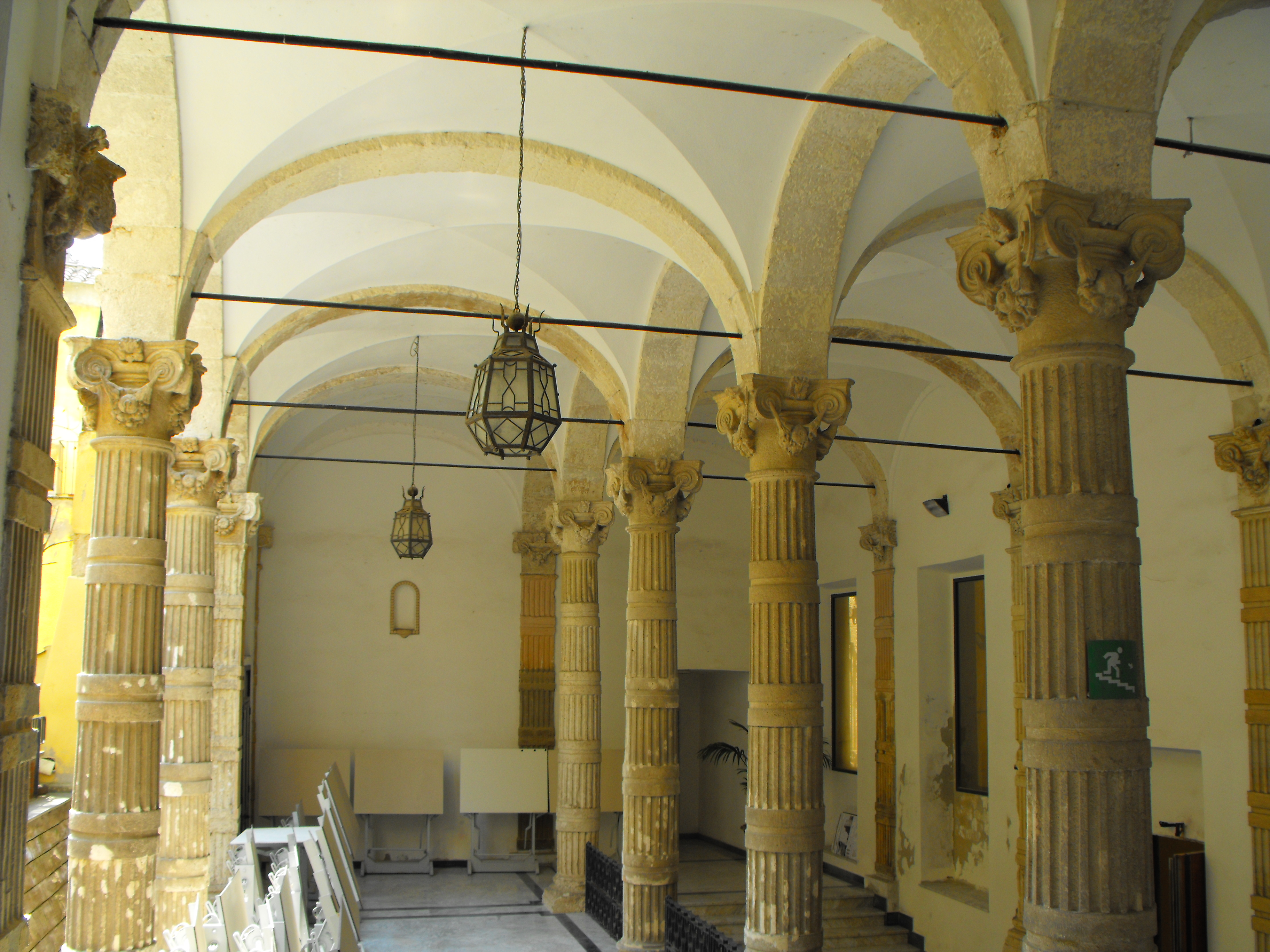
Atrio settecentesco, dell'architetto De Vincenti

I padri gesuiti giunsero a Cagliari nel 1564, per volontà dell'arcivescovo Antonio Parragues de Castillejo, e si insediarono in un'area che comprendeva la chiesa di Santa Croce (ex sinagoga) e alcune case adiacenti, situata nella parte bassa del Castrum Caralis (attuale quartiere Castello), sede, sino al 1492, dalla comunità ebraica di Cagliari. Il complesso gesuitico, costituito da chiesa, casa e collegio, venne sistemato una prima volta dall'architetto Giandomenico da Verdiana, operante in Sardegna tra il 1565 e il 1569, e poi restaurato e ampliato diverse volte, sino al completamento dell'ala est, su progetto dell'architetto piemontese Antonio Felice De Vincenti, ultimata nel 1773. Proprio in quest'anno, conseguentemente alla soppressione della Compagnia di Gesù, il vasto complesso edilizio passò di proprietà al demanio di Stato, mentre la chiesa, insignita del titolo di basilica Magistrale, venne ceduta all'ordine cavalleresco dei santi Maurizio e Lazzaro dal re Vittorio Emanuele I nel 1809.

## Descrizione
Il complesso è diviso in due parti, unite dal portico settecentesco del de Vincenti che, con le sue undici campate voltate a crociera, copre la parte della via Corte d'Appello dove sono situati gli ingressi. L'edificio più antico, seicentesco, è quello compreso tra la basilica e la chiesa di Santa Maria del Santo Monte di Pietà. È caratterizzato da un cortile centrale, dotato su due lati di portici con archi a tutto sesto su pilastri dorici, e dal salone voltato a botte, originariamente destinato a refettorio. I locali di questa parte del complesso ospitarono la Stamperia Reale dal 1775 al 1848 e, successivamente, la Cassa di Risparmio e il Monte di Pietà, l'istituto di psichiatria, il centro universitario musicale e il centro universitario sportivo.
L'edificio più recente, come già detto progettato dal de Vincenti, venne eretto tra il 1725 e il 1773, e fu sede del Regio Archivio (dal 1776 al 1849), della Reale Udienza e della Corte d'appello (sino al 1940). Proprietà dell'Ateneo dal 1941, prima dell'attuale destinazione fu sede della facoltà di Lettere e Magistero e dell'istituto di disegno della facoltà di Ingegneria. Il palazzo è caratterizzato dall'arioso atrio porticato, raggiungibile superando un fastoso portale barocco, sormontato dal cristogramma IHS, emblema dei gesuiti. L'atrio, su due livelli uniti da una scalinata, presenta dieci campate voltate a crociera, disposte su due file. Le arcate a tutto sesto, aperte verso un cortile interno, sono rette da colonne fasciate e scanalate, con capitelli compositi. Per la realizzazione di questo ambiente, l'architetto guardò ad alcuni modelli torinesi, in particolare i portici nei cortili di palazzo Graneri della Roccia e del palazzo dell'Università, e all'opera di Guarino Guarini, costante ispiratore del De Vincenti. Al primo piano del palazzo è situata una vasta sala con volta decorata da pitture novecentesche. Il palazzo ospita il modello ligneo della basilica di Nostra Signora di Bonaria, realizzato negli anni venti del XVIII secolo dal de Vincenti, all'epoca incaricato dai Mercedari del progetto per la basilica di Bonaria.